# Gloucestershire
Gloucestershire este un comitat ceremonial al Angliei.

## Orașe
- Cheltenham
- Chipping Campden
- Cinderford
- Cirencester
- Coleford
- Dursley
- Fairford
- Gloucester
- Lechlade
- Lydney
- Moreton-in-Marsh
- Nailsworth
- Newent
- Painswick
- Stow-on-the-Wold
- Stroud
- Tetbury
- Tewkesbury
- Winchcombe
- Wotton-under-Edge